# Havehortensia
Havehortensia (Hydrangea paniculata), også skrevet Have-Hortensia, er en løvfældende busk eller et lille træ. Blomstringen er sen og meget iøjnefaldende. De store blomsterstande er grunden til, at busken bliver dyrket i haver og parker.

## Kendetegn
Havehortensia er en løvfældende busk eller sjældnere: et lille træ med en opret og stærkt forgrenet vækst. Skuddene er spinkle og sprøde. Barken er først rødligt gråbrun, og den løsner sig i større flager. Senere bliver den grå og furet. Gamle grene får en grå bark med dybe, langsgående furet. Knopperne sidder modsat eller i kranse med tre, og de er små og kegleformede. Bladene er ovale til ægformede savtakket rand bladrand. Begge bladsider er hårløse og grågrønne. Blomstringen foregår i juli-august, hvor man finder blomsterne samlet i endestillede, oprette til overhængende klaser. De enkelte blomster er 5-tallige og enten ufrugtbare og meget iøjnefaldende eller frugtbare og små. De frugtbare blomster er reducerede og flade med fem hvide kronblade. De frugtbare er regelmæssige 5 hvide, opadbøjede kronblade. Frugterne er kapsler med mange frø.
Rodsystemet består af højtliggende hovedrødder med et tæt forgrenet netværk af finrødder.
Havehortensia når en højde på op til 5 m og en kronediameter på 5 m.

## Hjemsted
Havehortensia hører hjemme i skove, buskadser og græsområder samt langs floder og mindre vandløb i på Kurilerne og på Sakhalin, i Japan, Korea og størstedelen af Kina. Her vokser den i frodige skove, floddale og langs vandløb på en jord, som er fugtig, men veldrænet. På bjerget Wa Shan i den kinesiske provisn, Sichuan, findes der i højder over 1.800 m nogle lyse blandingsskove med Abies faberi (en art af ædelgran) som det dominerende træ. Her vokser arten sammen med bl.a. almindelig kvalkved (subsp. calvescens), bjergskovranke, blåbælg, dværgkvalkved, Enkianthus deflexus (en art af pagodebusk), etagekornel, Euonymous sanguineus (en art af benved), himalayabirk, kamæleonbusk, kinesisk lind, kinesisk prydæble, kinesisk styrax, klatrebrombær, klatrehortensia, komarovsyren, koreakornel (subsp. chinensis), lancetbladet berberis (var. lanceifolia), moupinepil, nikkende skovranke, omeirose, pernykristtorn, Primula incisa (en art af kodriver), Pterocarya macroptera var delavayi (en art og underart af vingevalnød), Quercus serrata (en art af eg), Rhododendron argyrophyllum, Rhododendron calophytum, Rhododendron discolor, Rhododendron nitidulum, Rhododendron pingianum (arter af rododendron), rubladet hortensia, sargentrøn, småbladet berberis, sort gedeblad, tyrkisk løn (subsp. sinicum), udspærret dværgmispel, vorteberberis og Tsuga yunnanensis (en art af hemlock)

## Galleri
|  |  |  |  |

## Dyrkede sorter
- H. paniculata 'Grandiflora' - blomstring ind i september med kraftige og tætte stande af blomster
- H. paniculata 'Kyushu' - med lang blomstring og store stande med flødehvide blomster
- H. paniculata 'Unique' - med næsten runde stande, hvis blomster bliver lyserøde i afslutningen